# Президентские выборы в Эквадоре (1929)
Непрямые президентские выборы в Эквадоре проводились в 1929 году 13-м Учредительным собранием Эквадора для назначения конституционного президента Эквадора, на которых Исидро Айора был избран временным президентом на период 1929—1932 годов.

## Предвыборная обстановка
Вторая временная правительственная хунта Июльской революции была распущена по приказу командования вооруженными силами, которое решило, что необходим сильный гражданский президент, для чего они назначили Исидро Айору временным президентом, который правил как диктатор в течение двух лет.
В 1928 году Айора созвал новое Учредительное собрание для восстановления конституционного порядка в стране, на котором он был назначен временным конституционным президентом при поддержке либералов, консерваторов и социалистов. Он был избран конституционным президентом в 1929 году сроком на 3 года, обнародовав Июльскую конституцию.

## Результаты
| Кандидат              | Голоса                   | Голоса                   |
| Кандидат              | 09/10/1928 Промежуточные | 17/04/1929 Окончательные |
| --------------------- | ------------------------ | ------------------------ |
| Исидро Айора          | 53                       | 42                       |
| Нептали Бонифас       | 0                        | 6                        |
| Рафаэль Мария Арисага | 0                        | 3                        |
| Воздержавшиеся        | 2                        | 0                        |
| Пустые бюллетени      | 2                        | 0                        |
| Источник:             |                          |                          |